# Hôtel Thibert des Martrais
L’hôtel Thibert des Martrais ou hôtel Paulze est un ancien hôtel particulier situé au no 6, place Vendôme, dans le 1er arrondissement de Paris.
Construit pour Charles Icard en 1712, par l'architecte Robert de Cotte, il est notamment la propriété de l'avocat Jacques-Ennemond Thibert des Martrais puis du fermier général Jacques Paulze.
De 1842 à 1934, il forme avec l'hôtel Heuzé de Vologer, au no 4, l'hôtel meublé du Rhin. Il accueille, en 1848, le futur empereur Napoléon III, à la suite de son élection à la présidence de la République. Le chanteur Henri Salvador, y réside dans son appartement du dernier étage, de 1962 jusqu'à son décès en 2008.
Aujourd'hui copropriété privée, il accueille notamment la boutique de la maison d'horlogerie Breguet et « l’Appartement Christian Dior » au premier étage.

## Situation
L’hôtel se trouve au sud- est de la place et est mitoyen de l’hôtel Heuzé de Vologer au no 4, et de l’hôtel Delpech de Chaumot au no 8.

## Historique

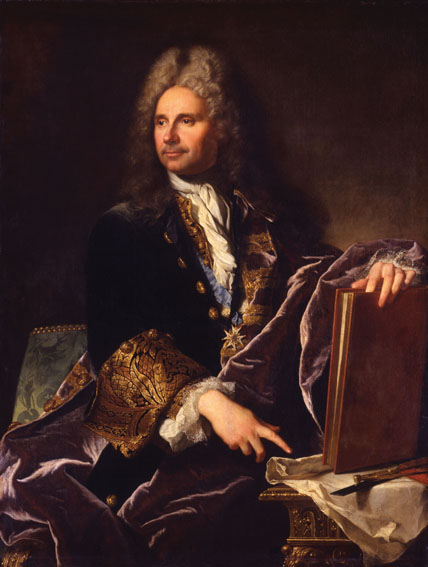
Robert de Cotte.

Sur une parcelle acquise par le financier Urbain Aubert, puis cédée à Charles Icard, l’hôtel est construit pour ce dernier, par l’architecte Robert de Cotte en 1712.
En 1718, l’hôtel est vendu à Jacques-Ennemond Thibert des Martrais, avocat, et conseiller-secrétaire du roi Louis XIV.
En 1757, l’hôtel est vendu à Jacques Paulze, avocat, fermier général et beau-père du chimiste Antoine Lavoisier, qui s’en sépare, en 1793, en faveur de son confrère, Nicolas Geoffroy de Villemain, déjà propriétaire du 4, apporté en dot par son épouse, Claire-Madeleine de Lambertye. Cette dernière, en raison de ses fréquentations et du contexte mouvementé, est guillotinée en 1794, pour haute trahison, tout comme Jacques Paulze, resté proche du couple et prit, à tort, pour son mari et qui est mené à l’échafaud avec elle.
Le comte de Villemain, se remarie en 1798, avec Henriette-Charlotte-Eulalie Goyer de Sennecourt, puis s’éteint dans cet hôtel le 24 octobre 1802. Par testament, le comte cède ses deux hôtels au négociant belge, Jacques-Liévin Van Caneghem, qui en conserve la propriété jusqu’en 1842, où ceux-ci sont vendus à Henri-Jules Prudhomme.
Ce dernier transforme les deux hôtels en un établissement hôtelier, l’hôtel du Rhin. Le prince-président Louis-Napoléon Bonaparte, futur Napoléon III, y réside après son élection à la présidence de la République, en 1848.

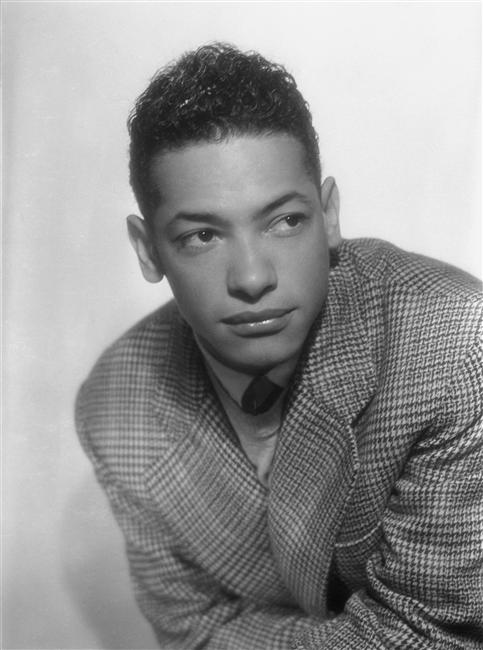
Henri Salvador - Studio Harcourt - 1946.

En 1922, la famille Prudhomme vend l’établissement à l’homme d’affaires, André Millon, propriétaire du Grand-Hôtel, du Meurice, de l’Édouard-VII et du Prince de Galles. En 1929, à la suite du krach boursier, le groupe Millon, très affaibli est contraint de vendre l’établissement, à la suite de sa liquidation en 1934. Les deux anciens hôtels sont à nouveau séparés et le no 6, devient un immeuble de rapport.
De 1962, jusqu’à son décès en 2008, le chanteur Henri Salvador y réside, dans son appartement traversant du dernier étage, prétendant être le seul particulier à vivre sur la place. Sa veuve, Catherine Costa, en est encore aujourd’hui, propriétaire.
L’immeuble est aujourd’hui, une copropriété privée, accueillant notamment, depuis 2007, la boutique de la maison d’horlogerie Breguet et son musée à l’entresol, mais aussi, au premier étage, « l’Appartement Christian Dior ».

## Protection
L’hôtel est classé aux monuments historiques pour ses façades et toitures, par arrêté du 3 avril 1933.